# 张延翰
张延翰（884年—941年1月5日），字德华，中国五代十国时期政权吴国和南唐官员，在吴国末年和南唐初年为宰相。

## 家世
张延翰生于唐僖宗中和四年（884年），睢阳人，几无家世记载。年轻时游历唐朝都城长安，唐朝末年任陕州司马，一次去看从父权感化军留后张慎思，告以北方将乱，说想要避居江、淮即大军阀淮南节度使杨行密治下，以延续家族世系。张慎思认可他的判断，慨然送他上路。

## 吴国年间
天祐四年（907年），唐亡，分裂成几个政权，杨行密辖区当时由其子和继承人杨渥统治，为弘农国（后为吴国）。张延翰初任盐城令，有治绩。迁楚州行军司马。
十五年（918年），吴国摄政徐温屯昇州，由养子徐知诰在吴国都城广陵为少摄政，封徐知诰浔阳公，授江州团练使，徐知诰显然并不从广陵前去就职，而是表张延翰为江州观察巡官通判军府事、工部郎中，前去江州代为理政。
后来，张延翰回到吴国朝廷，为殿中侍御史，知杂事，判台事。左街使张宣恃功骄暴，张延翰当廷弹劾之，其他悍将因而收敛。
张延翰后进礼部侍郎，因之前从未成为摄政的近臣，很感激当时已是全权摄政的徐知诰。当时，吴国还没有沿用唐朝为朝廷选官的科举制度，而是对献书论事者评定优劣选官。徐知诰以张延翰兼知选事，张延翰表现称职，公平详审，注重提拔孤贫之人，不附权势，官吏敬畏他如神明，不敢作奸犯科。大和二年（930年），徐知诰子徐景通为少摄政，对人们说：“张君议论公正，处事有条理，经手的簿册和文书都很明晰，我要倾心听之。”张延翰奉命综领六司，为时人所重。五十岁时，拜中书侍郎、同中书门下平章事，为宰相。当时作为宰相他并不算老，但人们仍然认为他拜相晚了。

## 南唐年间
天祚三年（937年）十月，徐知诰迫吴帝杨溥禅位，代吴称帝，建立南唐。以张延翰及门下侍郎张居咏、中书侍郎李建勋三位吴国宰相为同平章事，仍为南唐宰相。次年，徐知诰改李姓，改名李昪。
不久，张延翰病重不能理事。李昪仍希望他理事，不许其辞职，派使者问疾赐良药不绝。升元四年（940年），张延翰在道路上卒于右仆射兼门下侍郎同平章事任上。士大夫叹惜之。赠太师。

## 评价
- 《十国春秋》论曰：（张）延翰综理六司，卓然奏绩，晚登揆席，未竟厥用，惜哉！